# كريس مادسن
كريس مادسن (بالإنجليزية: Chris Madsen)‏ هو ضابط شرطة أمريكي، ولد في 25 فبراير 1851 في الدنمارك في مملكة الدنمارك، وتوفي في 9 يناير 1944 في غوثري في الولايات المتحدة.